# فرهنگ در ونزوئلا

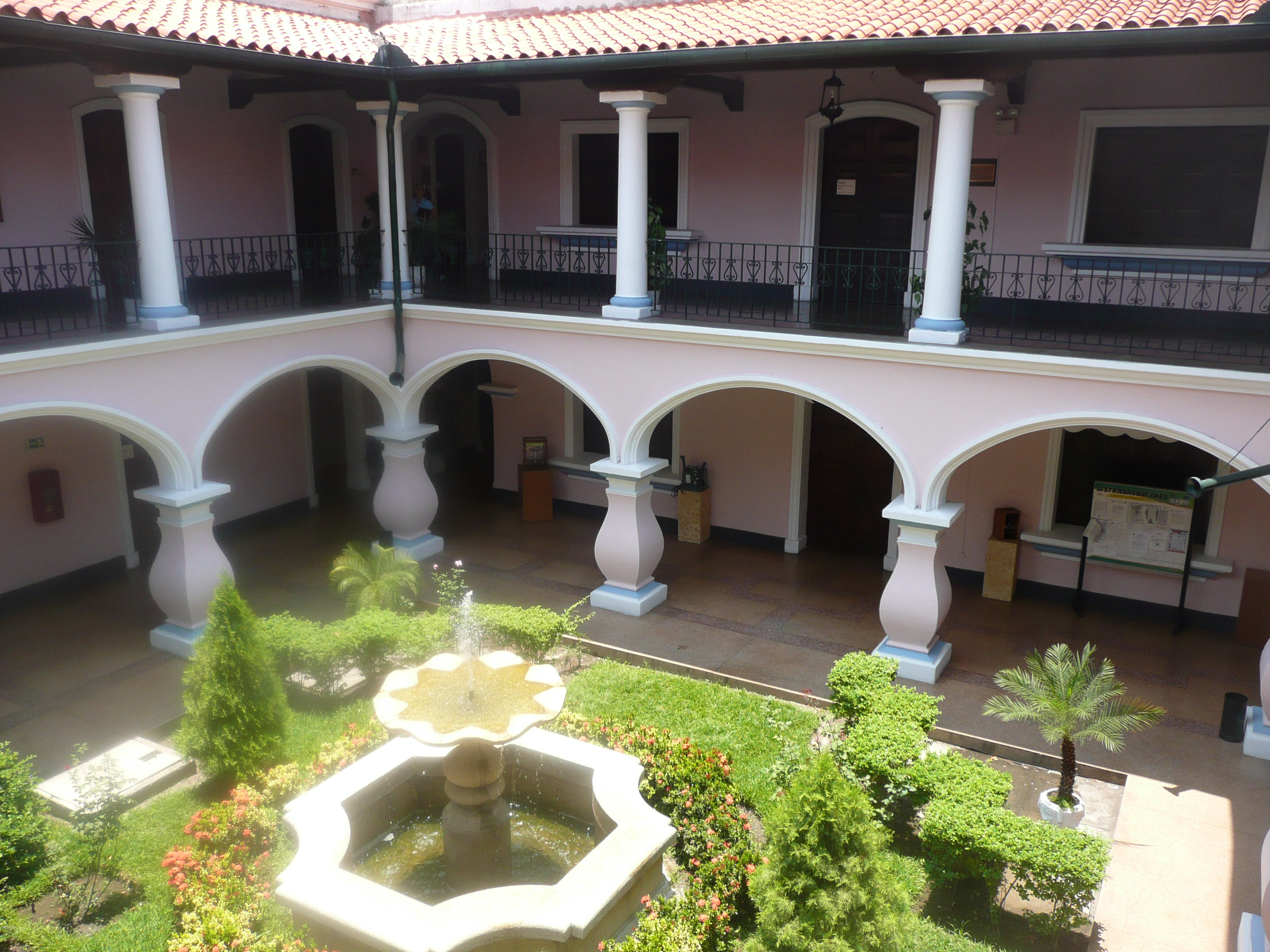
انستیتو آرنولدو گابالدون، در روز ۳۰ اوت ۱۹۸۴ به عنوان بنای تاریخی ملی اعلام گردید.

فرهنگ در ونزوئلا (انگلیسی: Culture of Venezuela)، متأثر از تعداد زیاد افراد متفاوت که ونزوئلا را خانه خود قرار داده‌اند، متنوع و پیچیده‌است. ونزوئلا دارای هنر، ادبیات و موسیقی اصیل و شاخص است.

## مردم

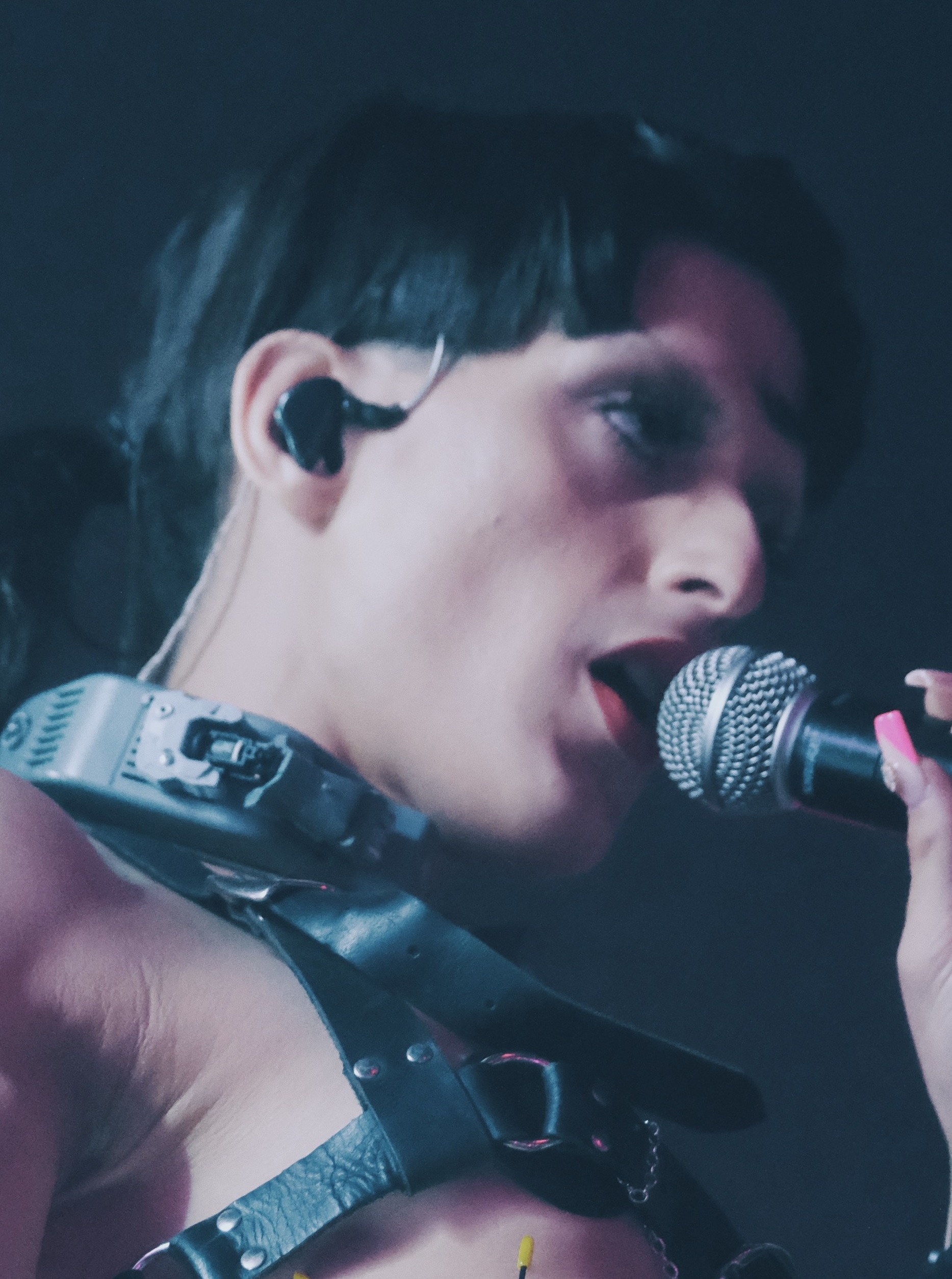
آرکا موسیقی‌دان مشهور ونزوئلایی

میراث فرهنگی ونزوئلا شامل بومی‌های اصیل ونزوئلا، اسپانیایی و آفریقایی‌هایی است که پس از غلبه اسپانیا وارد شدند، و امواج مهاجرت در قرن نوزدهم که ایتالیایی‌ها، پرتغالی‌ها، اعراب، آلمانی‌ها، یهودیان مراکشی و افراد دیگر، از کشورهای هم‌مرز در آمریکای جنوبی وارد این کشور شدند. حدود ۹۳ درصد از مردم ونزوئلا در مناطق شهری بخش شمالی کشور زندگی می‌کنند. باوجود اینکه به‌طور تقریبی نیمی از مساحت سرزمین در جنوب رودخانه اورینوکو است، فقط ۵ درصد از جمعیت در آن منطقه زندگی می‌کنند. بیش از ۷۱ درصد از جمعیت، خود را کاتولیک می‌دانند و بیشتر بقیه مسیحی، به‌طور عمده پروتستان هستند.
میراث، هنر و فرهنگ به شدت تحت تأثیر بستر کارائیب، از قبیل معماری تاریخی، هنر، منظره طبیعی و سرحدات بوده‌است.